# Simon Standage

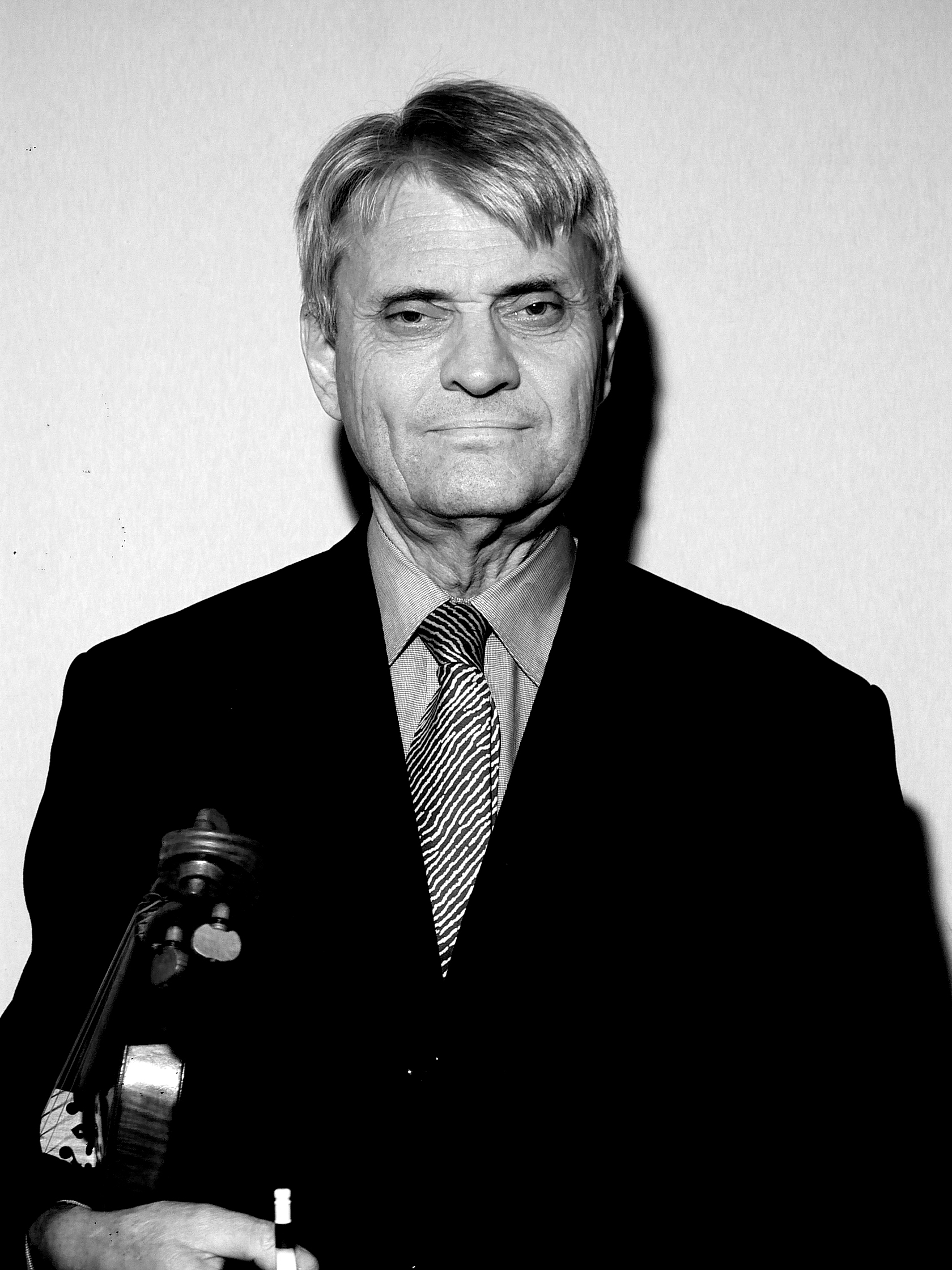
Simon Standage, 2008

Simon Andrew Thomas Standage (* 8. November 1941 in High Wycombe, Buckinghamshire) ist ein britischer Violinist und Dirigent.

## Leben
Seinen ersten Violinunterricht erhielt Simon Standage mit 7 Jahren, nach seiner Schulzeit studierte er von 1963 bis 1967 Violine am King’s College der Universität Cambridge und von 1967 bis 1969 bei Ivan Galamian in New York.
Nach verschiedenen Orchesterengagements und Soloauftritten berief ihn Trevor Pinnock 1973 als Konzertmeister in das neu gegründete Barockensemble The English Concert. In dieser Funktion, die er bis Sommer 1991 innehatte, führte er Violinkonzerte von Bach, Vivaldi, Corelli und Händel auf und spielte sie auf Schallplatte ein; seine Aufnahme von Vivaldis Vier Jahreszeiten (1981) erhielt eine Grammy-Nominierung.
In dieser Zeit spielte er auch moderne Violine im English Chamber Orchestra von 1974 bis 1978 und leitete die City of London Sinfonia zwischen 1980 und 1989; daneben spielte er Barockvioline unter Christopher Hogwood in der Academy of Ancient Music.
1981 gründete er das Salomon Quartet (mit Micaela Comberti, 2. Violine, Trevor Jones, Viola, und Jennifer Ward Clarke, Cello), das sich auf die Aufführung der klassischen Streichquartett- und -quintettliteratur mit historischen Instrumenten spezialisierte.
Von 1991 bis 1995 war er Associate Director der Academy of Ancient Music. In dieser Zeit nahm er als erster Mozarts Violinkonzerte mit authentischen Instrumenten und historischer Aufführungspraxis auf.
1990 gründeten er und Richard Hickox das Collegium Musicum 90, das sich ganz der historischen Aufführungspraxis verschrieben hat. Es wechselt in seiner Besetzung von wenigen Musikern (für Sonaten) bis zur vollen Orchestergröße mit Chor (für Oratorien). Standage arbeitet regelmäßig mit dem Collegium Musicum Telemann in Osaka.
Seit 1991 ist er Konzertmeister der Haydn Sinfonietta Wien, mit der er zahlreiche teils hoch prämierte CDs aufgenommen hat. Mit Susan Alexander-Max (Hammerklavier) und Jennifer Ward Clarke (Cello) spielt er im Kammerensemble The Music Collection.
1983 wurde er Professor für Barockvioline an der Royal Academy of Music in London und in den 1990er Jahren regelmäßig Dozent für Barockvioline und Orchester an der Akademie für Alte Musik Oberlausitz in Görlitz. Seit 2005 konzertiert er als Solist mit dem Ensemble Le Chardon unter der Leitung von Hajo Wienroth. Simon Standage spielt eine Violine von Giovanni Grancino, Mailand 1685.
Im Jahr 2010 erhielt Simon Standage den Georg-Philipp-Telemann-Preis für sein umfangreiches Wirken als Interpret und Hochschullehrer für die Verbreitung der Werke Telemanns.
Sein Sohn Silas Standage ist ein bekannter Musikwissenschaftler, Cembalist, Dirigent und Komponist. Er arbeitete in enger Zusammenwirkung mit John Eliot Gardiner. Um häufige Verwechselungen mit dem Vater zu vermeiden, nennt er sich seit 2005 für sein kompositorisches Wirken und seine Forschungsarbeit am Queens’ College in Cambridge Silas Wollstone.